# 先手
先手在回合制体育竞技或棋類遊戲先进行操作的一种权利，对应词语为後手。
一般比赛都非常講究先手权，例如圍棋由於先下子的一方可以搶佔一個要點，不过有些比赛例如冰壶，最后一壶投掷完毕才能决定最终比分，所以更加讲究后手权。

## 先手在圍棋的概念
先手在圍棋對局中，其中一方掌握了一步棋的主導權，當他下完這步棋以後，對手不得不回應，否則就會受到災難性的攻擊，被對手獲利而導致失去勝機，這步掌握主導權的棋就是「先手」。 先手亦能形容下完這步有主導權的棋後，所獲得的續後主導權的狀態，即獲得「先手利」。
先手在佈局、中盤、官子階段中的要點，是：
- 佈局：在佈局階段比較難判斷哪一步棋是否先手，因為棋型尚未定下，難以出現一棋將對方制服或定下勝勢；而且當一方下出一步他自認為是先手的棋時，另一方也能下出一步自認為是先手的棋，即雙/單方面無視對方自認為是先手的棋，這稱為「氣合」，這種情況很難判斷誰是先手。

- 中盤：在中盤階段雙方勢力已大致確定，雙方目數和棋型強弱都比較容易判斷，可以比較容易對先手有定論。因為剩下的空間縮小，所以存在不回應先手棋的話，就會引致敗局的結果。

- 官子：在官子階段的先手分為雙先、單先、逆先和雙後，「雙方先手」指在同一個局部，雙方均存在一步先手棋，誰先下子誰就能得到先手利，是雙方必爭之地。「單方先手」則指在一個局部中，其中一方能下先手棋獲得先手利，另一方則無法在此局部獲得先手利；同時，對於無法獲得先手利的一方是「逆先手」。「雙方後手」則指雙方在此局部均無法獲得先手利，是價值最低的一種。[3][4]